# Aenasius hyettus
Aenasius hyettus är en stekelart som först beskrevs av Walker 1846.  Aenasius hyettus ingår i släktet Aenasius och familjen sköldlussteklar. Inga underarter finns listade i Catalogue of Life.